# Nanaguna rufitincta
Nanaguna rufitincta är en fjärilsart som beskrevs av George Francis Hampson 1918. Nanaguna rufitincta ingår i släktet Nanaguna och familjen trågspinnare. Inga underarter finns listade i Catalogue of Life.